# Ajša Sivka
Ajša Sivka (née le 23 novembre 2005 à Slovenske Konjice) est une joueuse slovène de basket-ball évoluant au poste d’ailière forte.

## Biographie
Ajša Sivka commence à jouer au basket-ball à l’âge de 7 ans à Slovenske Konjice, où elle reste jusqu’en 2021. Elle rejoint pour une année la section jeune du LDLC ASVEL féminin.
Durant l'été 2022, elle est élue meilleure joueuse du Championnat d'Europe des moins de 18 ans, Division B, dont la Slovénie remporte le titre.
En 2022, elle rejoint le Famila Schio avec lequel elle remporte le championnat d’Italie en 2023 et termine à la troisième place de l’Euroligue la même année.
Durant l'été suivant, elle est élue meilleure joueuse, avec des statistiques de 15,9 points, 9,3 rebonds, 3,0 passes décisives et 2,4 interceptions, du championnat d’Europe U18 remporté par la Slovénie (20 points et 12 rebonds lors de la finale 63 à 61 contre la France).
Au lendemain de son 17e anniversaire, elle reçoity avec les A à 17 ans et 1 jour. L’an dernier, avant même ses 18 ans, elle a disputé un championnat d’Europe seniors à domicile, tout en y tenant un vrai rôle (8 points à 36%, 6 rebonds et 3,7 passes décisives).
À l’été 2024, elle s’engage avec le club français de Tarbes Gespe Bigorre, où elle retrouve Jess-Mine Zodia, qu'elle avait affrontée lors du championnat d’Europe 2024 des moins de 20 ans, où Ajša Sivka a été plus discrète (9,9 points, 7,4 rebonds et 2,9 passes décisives) que sur ses précédentes sorties internationales.
Elle est sélectionnée en dixième choix de la draft WNBA 2025 par le Sky de Chicago.

## Palmarès

### En club
- Championne d’Italie : 2023
- 3e de l’Euroligue : 2023

### En équipe nationale
- ⁠Championne d’Europe U18 Division B : 2022
- Championne d’Europe U18 : 2023

## Récompenses

### En équipe nationale
- ⁠Meilleure joueuse du championnat d’Europe U18 division B 2022[6]
- Meilleure joueuse du championnat d’Europe U18 2023[4]